# Johan Zachrisson
Lars Johan Zachrisson (* 24. April 1956 in Bromma, Schweden) ist ein schwedischer Komponist und Musiker.

## Leben
Zachrisson war von 1978 bis 2007 Gitarrist und Sänger der schwedischen Reggae und Pop/Punk-Band Dag Vag. Dabei trat er unter dem Spitznamen Zilverzurfarn, inspiriert durch den Marvel-Helden Silver Surfer auf. Nach drei Jahren Pause ist er seit 2010 wieder Mitglied von Dag Vag.
Mit der Fernsehserie Mimmi begann Zachrisson 1988 parallel zu seiner Band auch mit der Komposition von Filmmusik. Zu seinen bekanntesten Werken zählen die Filme, die in der Zusammenarbeit mit der Regisseurin Christina Olofson entstanden, darunter Happy End, Kattbreven, I rollerna tre und Sanning eller konsekvens.
Mit Kärsti Stiege, einer schwedischen Sängerin und Fotografin hat er eine gemeinsame Tochter, die schwedische Sängerin Lykke Li.

## Filmografie (Auswahl)
- 1988: Mimmi
- 1996: I rollerna tre
- 1997: Ich hätte Nein sagen können (Sanning eller konsekvens)
- 1999: Happy End
- 2001: Katzenjammer (Kattbreven)
- 2002: Aparelho Voador a Baixa Altitude
- 2003: A Filha